# کتامین
کتامین (به انگلیسی: Ketamine) نوعی داروی تجویزی است که عمدتاً برای القاء و حفظ بیهوشی استفاده می‌شود. این دارو بیهوشی تجربه‌ای را القاء می‌کند که حالتی شبیه خلسه را در مصرف‌کننده ایجاد می‌کند که باعث تسکین درد، آرام‌بخشی و یادزدودگی می‌شود. کتامین برای اولین بار در سال ۱۹۶۲ ساخته شد و در سال ۱۹۷۰ برای استفاده در ایالات متحده آمریکا تایید شد و مورد استفاده بالینی قرار گرفت. کتامین به طور منظم بر روی سگ‌ها و اسب‌ها استفاده می‌شد و به طور گسترده برای بیهوشی جراحی در جنگ ویتنام استفاده می‌شد. حفظ تنفس و رفلکس‌های راه هوایی، تحریک عملکرد قلب با افزایش فشار خون و اتساع متوسط برونش، از ویژگی‌های متفاوت بیهوشی با این دارو هستند. در دوزهای کمتر و استفاده‌های زیر بیهوشی، کتامین عامل امیدوارکننده برای کاهش درد و افسردگی است. با این حال، اثر یک بار مصرف ضدافسردگی کتامین، به مرور زمان از بین می‌رود و اثرات استفاده مکرر از این دارو به اندازه کافی مورد مطالعه قرار نگرفته‌است. کتامین همچنین به عنوان داروی تفریحی، هم به صورت پودر و هم به صورت مایع استفاده می‌شود که اغلب به دلیل اثرات توهم‌زا و منفک‌کننده به آن «Special K» می‌گویند. این دارو در فهرست داروهای ضروری سازمان جهانی بهداشت قرار دارد و همچنین به عنوان یک داروی ژنریک در دسترس است. به دلیل ویژگی توهم‌زای آن، به عنوان «مخدر مهمانی» نیز شناخته می‌شود.

## مصارف پزشکی

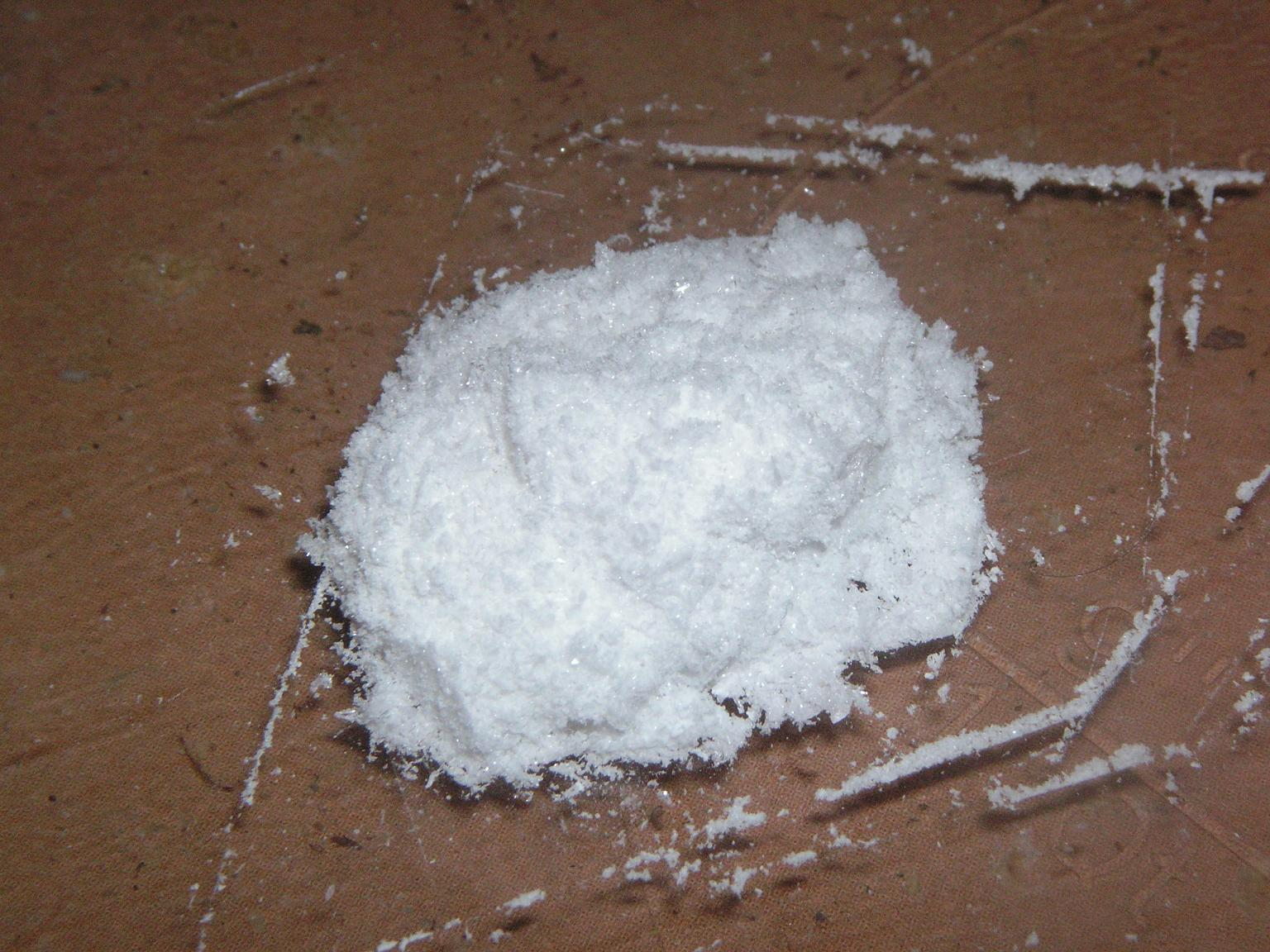
۵۰۰ میلی‌گرم هیدروکلرید کتامین

### بیهوشی
از کتامین برای جراحی‌های کوتاهی که نیازی به شل بودن عضلات نیست استفاده می‌شود. تاثیر کتامین بر روی گردش خون و سیستم تنفسی با دیگر داروهای بیهوشی متفاوت است. این دارو تنفس را بسیار کمتر از سایر داروهای بیهوشی در دسترس، سرکوب می‌کند. هنگامی که از کتامین در دوزهای بیهوشی استفاده می‌شود، معمولاً به جای کاهش فشار خون، سیستم گردش خون را تحریک می‌کند. در مصرف کتامین، رفلکس‌های محافظ راه هوایی از کار نمی‌افتند و گاهی می توان بیهوشی کتامین را بدون اقدامات محافظتی برای راه‌های هوایی انجام داد. اثرات سایکوتومیمتیک، پذیرش کتامین را محدود می‌کنند. با این حال، لاموتریژین و نیمودیپین اثرات سایکوتومیمتیک را کاهش می‌دهند و می‌توانند با مصرف بنزودیازپین‌ها یا پروپوفول نیز خنثی شوند.
کتامین معمولاً برای بیمارانی با آسیب‌دیدگی شدید استفاده می‌شود و به نظر می‌رسد برای این گروه از بیماران بی‌خطر باشد. کتامین به طور گسترده برای جراحی‌های اضطراری در شرایط صحرایی و در مناطق جنگی استفاده شده است (مانند جنگ ویتنام). یک دستورالعمل جراحی پزشکی در سال ۲۰۱۱ از استفاده کتامین به عنوان آرام‌بخش در طب اورژانس، به‌ویژه در حین رویه‌های فیزیکی دردناک، پشتیبانی می‌کند. همچنین کتامین یک انتخاب برای افرادی است که در شوک تروماتیک در معرض خطر فشار خون پایین هستند. فشار خون پایین در افرادی که آسیب‌دیدگی شدید به سر دارند مضر است و احتمال کمی وجود دارد که کتامین باعث کاهش فشار خون شود و در بعضی مواقع حتی می‌تواند از آن جلوگیری کند.
به دلیل خاصیت گشاد کنندگی برونش کتامین، می‌توان از آن برای بیهوشی در افراد مبتلا به آسم یا بیماری مزمن انسدادی ریه استفاده کرد.

### درد
تزریق کتامین برای درمان دردهای شدید در اورژانس و در دوره بعد از عمل در افراد دارای «درد مقاوم به درمان» استفاده می‌شود. دوزهایی که برای درمان درد استفاده می‌شوند، کمتر از دوزهای مورد استفاده برای بیهوشی هستند که معمولاً به آنها «دوزهای زیر بیهوشی» می‌گویند. کتامین همراه با مرفین یا به تنهایی، میزان مصرف مرفین، سطح درد، حالت تهوع و استفراغ را پس از جراحی کاهش می‌دهد. کتامین به احتمال زیاد برای بیماران جراحی، زمانی که درد شدید بعد از عمل انتظار می‌رود یا بیمارانی که به مواد افیونی متحمل می‌شوند، بسیار مؤثر است.
کتامین به دلیل اثربخشی و خطر کم نفس‌تنگی (Respiratory Depression) به‌ویژه در شرایط قبل از بیمارستان، مفید است. کتامین در بخش اورژانس بیمارستان برای مدیریت و کنترل دردهای حاد و دردهای رویه‌ای، اثری مشابه با مواد افیونی دارد. همچنین ممکن است از پردردی ناشی از مواد افیونی و لرز بعد از بیهوشی جلوگیری کند.
کتامین برای دردهای مزمن (به ویژه در دردهای عصبی)، به عنوان یک مسکن داخل وریدی استفاده می‌شود. این مزیت اضافی برای حساس‌شدگی ستون فقرات یا پدیده‌های باد کردن با درد مزمن است. تزریق کتامین باعث تسکین دردهای کوتاه‌مدت عصبی، درد بعد از آسیب‌دیدگی ستون فقرات، فیبرومیالژیا و سندرم درد منطقه‌ای پیچیده (CRPS) در آزمایش‌های بالینی متعدد شد. با این حال، دستورالعمل‌های اجماع ۲۰۱۸ در مورد مصرف کتامین برای درد مزمن، به طور کلی به این نتیجه رسیدند که شواهد ضعیف به نفع استفاده از کتامین برای دردهای آسیب‌دیدگی ستون فقرات، شواهد متوسط به نفع کتامین برای CRPS و شواهد ضعیف برای استفاده از کتامین در دردهای عصبی مختلط، فیبرومیالژیا و درد سرطان وجود دارد.

### افسردگی
اگرچه اثر کتامین گذرا است، ولی یک داروی ضدافسردگی قوی و سریع‌الاثر محسوب می‌شود. انفوزیون داخل وریدی کتامین در افسردگی مقاوم، باعث رسیدن به خلق و خوی بهبود یافته، طی ۴ ساعت و رسیدن به اوج آن در ۲۴ ساعت می‌شود. یک دوز وریدی کتامین منجر به نرخ پاسخی بیش از ۶۰ درصد در ۴٫۵ ساعت اول پس از تزریق دوز (با اثر پایدار پس از ۲۴ ساعت) و بیش از ۴۰ درصد پس از ۷ روز می‌شود. اگرچه تنها چند مطالعه مقدماتی برای مقدار دوز بهینه وجود دارد، شواهد نشان می‌دهد که دوز ۰٫۵ میلی‌گرم بر کیلوگرم، طی ۴۰ دقیقه نتیجه مطلوبی را نشان می‌دهد. اثر ضد افسردگی کتامین در روز هفتم کاهش می‌یابد و در بیشتر افراد در عرض ۱۰ روز عود می‌کند، اگرچه برای اقلیت قابل توجهی، بهبود ممکن است ۳۰ روز یا حتی بیشتر طول بکشد. چالش اصلی درمان کتامین برای افسردگی زمانی است که اثر ضد افسردگی منقضی می‌شود. به نظر می‌رسد درمان نگهدارنده با کتامین (از یک‌بار در دو هفته تا دوبار در هفته) گزینه امیدوارکننده‌ای باشد، ولی شواهد برای توصیه قطعی آن کافی نیست. کتامین ممکن است افکار خودکشی را تا سه روز پس از تزریق کاهش دهد.
کتامین برای استفاده به عنوان داروی ضد افسردگی تایید نشده‌است. اما شبکه کانادایی برای درمان خلق‌وخو و اضطراب (CANMAT) آن را به عنوان یک درمان خط سوم برای افسردگی توصیه می‌کند. یکی از انانتیومرهای کتامین، اسکتامین است که از آن به‌عنوان اسپری بینی برای افسردگی مقاوم به درمان در ایالات متحده آمریکا و جاهای دیگر استفاده می‌شود. یک فراتحلیل مقایسه‌ای کارآزمایی‌های بالینی نشان می‌دهد که اثربخشی کتامین داخل وریدی نسبت به اسکیتامین داخل بینی، پاسخ کلی و میزان بهبودی بیشتر و تعداد ترک تحصیلی‌های کمتری دارد. کتامین ممکن است برای افسردگی دوقطبی مؤثر باشد. اما اطلاعات مبنی‌بر استفاده از آن برای این نوع افسردگی کم است.

### تجربه نزدیک به مرگ
بیشتر افرادی که توانسته‌اند رویاهای خود را در حین بیهوشی به‌خاطر بسپارند، تجربه نزدیک به مرگ را گزارش کرده‌اند. کتامین می‌تواند ویژگی‌هایی را که معمولاً با تجربه نزدیک به مرگ مرتبط هستند بازتولید کند. یک مطالعه در مقیاس بزرگ در سال ۲۰۱۹ نشان داد که گزارش‌های مکتوب تجربیات کتامین در مقایسه با سایر گزارش‌های مکتوب تجربیات دارویی، شباهت زیادی به گزارش‌های مکتوب تجربه نزدیک به مرگ دارند.

### تشنج
کتامین گاهی در درمان وضعیت‌های صرعی که به اندازه کافی به درمان‌های استاندارد پاسخ نمی‌دهد، استفاده می‌شود. البته شواهد محدودی به نفع درمان صرع توسط کتامین وجود دارد.

## منع مصرف
موارد اصلی منع مصرف از کتامین:
- بیماری قلبی-عروقی شدید مانند آنژین ناپایدار یا فشار خون بالا کنترل شده
- افزایش فشار درون‌جمجمه‌ای یا داخل چشم. در منع مصرف هر دوی این موارد بحث‌های زیادی وجود دارد.[۴۶]
- روان‌پریشی ضعیف کنترل‌شده
- بیماری‌های شدید کبد مانند سیروز
- بارداری
- اختلال سوءمصرف مواد فعال (برای تزریق سریالی کتامین)
- سن کمتر از ۳ ماه[۱۰]

## شیمی

### سنتز
۲-کلروبنزونیتریل با واکنشگر گرینیارد سیکلوپنتیل منیزیم برومید واکنش داده و (۲-کلروفنیل)(سیکلوپنتیل)متانون به وجود می‌آید. سپس با استفاده از برم، برمینه می‌شود تا بروموکتون مربوط را تشکیل دهد. سپس با متیل آمین در یک محلول آبی واکنش داده و مشتق متیلیمینو، ۱-(۲-کلرو-نیتروژن-متیل بنزیمیدویل)سیکلوپنتانول را با هیدرولیز اتم برم سوم تشکیل می‌دهد. سپس این حد واسط نهایی در دکالین یا حلال مناسب دیگری با جوش بالا حرارت داده می‌شود که بر اساس آن یک بازآرایی انبساط حلقه رخ می‌دهد و کتامین تشکیل می‌شود.

تهیه کتامین.

### ساختار
در ساختار شیمیایی، کتامین یک مشتق از آریل سیکلوهگزیل آمین است. کتامین یک ترکیب دست‌سان است. همچنین انانتیومر فعال تر، اسکتامین (S-ketamine) برای استفاده پزشکی با نام تجاری «Ketanest S» در دسترس است. درحالی‌که انانتیومر کمتر فعال، آرکتامین (R-ketamine) هرگز به عنوان یک داروی انانتیوپیور برای استفاده بالینی به بازار عرضه نشده است. در حالی که «اس-کتامین» به عنوان یک مسکن و بی‌حس کننده از طریق آنتاگونیسم گیرنده NMDA موثرتر است، آرکتامین اثرات طولانی تری به عنوان یک ضد افسردگی ایجاد می‌کند.
چرخش نوری یک انانتیومر معین کتامین می‌تواند بین نمک‌های آن و شکل پایه آزاد متفاوت باشد. شکل پایه آزاد اس-کتامین چرخش دکسترو را نشان می‌دهد و بنابراین با (اس)-(+)-کتامین برچسب‌گذاری شده‌است. با این حال، نمک هیدروکلرید آن چرخش سمت چپ را نشان می‌دهد و بنابراین (اس)-(-)-کتامین هیدروکلرید برچسب گذاری می‌شود.

### تشخیص
کتامین ممکن است در خون یا پلاسما اندازه‌گیری شود تا تشخیص مسمومیت در افراد بستری در بیمارستان تایید شود. غلظت کتامین در خون یا پلاسما معمولاً در افرادی که دارو را به صورت درمانی (در طول بیهوشی عمومی) دریافت می‌کنند، در محدوده ۰/۵-۵/۰ میلی‌گرم در لیتر، در کسانی که به دلیل اختلال در رانندگی دستگیر شده‌اند ۱-۲ میلی‌گرم در لیتر و در قربانیان ۳-۲۰ میلی‌گرم در لیتر است. ادرار معمولاً نمونه ارجح برای اهداف نظارت بر مصرف معمول دارو است. وجود نورکتامین، یک متابولیت فعال دارویی، برای تایید مصرف کتامین مفید است.

## تاریخچه
کتامین نخستین‌بار در سال ۱۹۶۲ توسط کالوین ال. استیونز استاد شیمی دانشگاه ایالتی وین و مشاور او پارک دیویس سنتز شد. این دارو با کد توسعه‌ای «CI-581» شناخته می‌شد. در سال ۱۹۶۴ پس از تحقیقات بالینی امیدوارکننده‌ای که بر روی حیوانات انجام شد کتامین بر زندانیان انسانی آزمایش شد. این پژوهش نشان داد که مدت زمان کوتاه اثر کتامین و کاهش سمیت رفتاری، آن را به عنوان یک داروی بیهوشی نسبت به فن‌سیکلیدین انتخاب مطلوبی کرده‌است. پژوهشگران قرار بود وضعیت بیهوشی کتامین را «رویایی» بنامند. اما پارک دیویس این نام را دوست نداشت.
کشف اثر ضد افسردگی کتامین در سال ۲۰۰۰ به عنوان تنها پیشرفت مهم در درمان افسردگی در ۵۰ سال اخیر توصیف شده است. این مورد علاقه به آنتاگونیست‌های NMDA برای افسردگی را برانگیخته است و جهت تحقیق و توسعه دانش ضدافسردگی را تغییر داده است.

## عوارض جانبی
مصرف مداوم کتامین بر لایه‌ای از دیواره مثانه اثر می‌گذارد و آن را از بین می‌برد.

## جامعه و فرهنگ

### وضعیت قانونی
در حالی که کتامین در بسیاری از کشورها به طور قانونی به بازار عرضه می‌شود، در بسیاری از کشورها نیز یک ماده کنترل‌شده است.
- در استرالیا کتامین به‌عنوان ۸ داروی کنترل‌شده تحت استاندارد سموم فهرست شده‌است. (اکتبر ۲۰۱۵)[۸۰]
- در کانادا کتامین از سال ۲۰۰۵ به‌عنوان یک ماده مخدر طبقه‌بندی می‌شود.[۸۱]
- در دسامبر ۲۰۱۳ دولت هند در واکنش به افزایش استفاده تفریحی از کتامین و استفاده از آن به عنوان داروی تجاوز جنسی، آن را به جدول X قوانین دارو و لوازم آرایش افزود که به مجوز ویژه فروش و نگهداری سوابق کلیه فروش‌ها به مدت دو سال نیاز دارد.[۸۲][۸۳]
- در بریتانیا این دارو در ۱۲ فوریه ۲۰۱۴ به عنوان داروی کلاس B برچسب زده شد.[۸۴][۸۵] آمار سال ۲۰۱۴ رسمی نشان می‌دهد که مصرف کتامین در انگلستان و ولز از سال ۲۰۱۶ دو برابر شده است. این افزایش مصرف در میان جوانان بیشتر بوده است.[۳۰]
- افزایش استفاده تفریحی از کتامین باعث شد که این دارو در اوت سال ۱۹۹۹ در جدول ۳ قانون مواد کنترل‌شده ایالات متحده آمریکا قرار گیرد.[۸۶]
- دلیل مرگ ناگهانی متیو پری کتامین بود.[۳۰]

### کاربرد تفریحی
کتامین در دوزهای زیر بیهوشی، حالت تجزیه‌ای ایجاد می‌کند که احساس جدا شدن از بدن فیزیکی و دنیای بیرونی را در مصرف‌کننده ایجاد می‌کند که به عنوان مسخ واقعیت و خوددگربینی شناخته می‌شود. در دوزهای بالا، مصرف‌کنندگان ممکن است چیزی را تجربه کنند که «K-hole» نامیده می‌شود. این حالتی از گسستگی همراه با توهمات بینایی و شنوایی شبیه به اثرات LSD است.
به دلیل ویژگی توهم‌زای کتامین آن به آن «مخدر مهمانی» نیز می‌گویند.

## دامپزشکی
در بیهوشی دامپزشکی از کتامین معمولاً برای اثر بیهوشی و ضد درد آن بر روی گربه‌‎ها، سگ‌ها، خرگوش‌ها، موش‌ها و سایر حیوانات کوچک استفاده می‌شود. همچنین از این دارو در القاء و نگهداری بیهوشی در اسب استفاده می‌شود. این دارو بخش مهمی از «کوکتل جوندگان» است که مخلوطی از داروهایی است که برای بیهوشی جوندگان استفاده می‌شود. دامپزشکان اغلب از کتامین به همراه داروهای آرام‌بخش برای ایجاد بیهوشی و بی‌دردی متعادل یا به‌عنوان یک دمنوش با سرعت ثابت برای کمک به جلوگیری از افزایش درد استفاده می‌کنند. کتامین همچنین برای مدیریت درد حیوانات بزرگ استفاده می‌شود. این دارو، ماده اولیه برای بیهوشی داخل وریدی در جراحی اسب‌ها است که اغلب همراه با دتومیدین و تیوپنتال یا برخی اوقات گایافنزین استفاده می‌شود.
به نظر می‌رسد که در حلزون‌ها کتامین حالت آرام‌بخش یا بیهوشی ایجاد نمی‌کند. در عوض به نظر می‌رسد که اثر تحریک‌کننده داشته باشد.